# Spider Mentőcsoport
A Spider Mentőcsoport, hivatalos nevén a Miskolci Speciális Felderítő és Mentőcsoport egy speciális felderítő és mentőszervezet.

## Története
A szervezet 1996 júniusában alakult meg Miskolci Speciális Felderítő- és Mentőcsoport néven. Alapítója és vezetője Lehoczki László. Tagjai önkéntes személyek, akik karitatív módon végzik mentési és felderítési tevékenységüket, saját kutyáikkal és felszerelésükkel. A csoport létrehozásának célja az volt, hogy egy olyan szervezet jöjjön létre, amely képes összetett és sokrétű feladatok ellátására is. Ezért a csoport szakemberei a kutyás, búvár, alpinista, barlangász egyesületekből, mentőorvosokból és a Borsod-Abaúj-Zemplén megyei Polgári Védelmi Parancsnokság állományából kerültek ki.
1997. február 21-én alakult meg a csoport anyagi támogatása céljából a Miskolci Speciális Felderítő- és Mentőcsoportért Közalapítvány, amely a háttértámogatást hivatott biztosítani a mentőakciók számára.
A csoport állományába tartozott Mancs, az életmentő kutya is, aki aktív működése alatt sok mentőakcióban vett részt. 2024-ben a Spider mentőcsoport Hope nevű kutyája nyerte el az Év Hős Kutyája címet.

## Díjak
- Megyei Prima Díj 2010 - Borsod-Abaúj-Zemplén megye díjazottja a Magyar Sport kategóriában,[2] 2010. december 3.